# Dálnice 0
La Dálnice 0 (letteralmente: «autostrada 0»), detta Pražský okruh («raccordo anulare di Praga»), è un'autostrada ceca che circonda parzialmente la città di Praga.